# ژان-ماری دوامل
 ژان-ماری دوامل (انگلیسی: Jean-Marie Duhamel؛ زاده ۵ فوریهٔ ۱۷۹۷ درگذشته ۲۹ آوریل ۱۸۷۲) یک ریاضی‌دان، و فیزیک‌دان اهل فرانسه بود.